# Brezovica pri Gradinu
Brezovica pri Gradinu je naselje v Slovenski Istri  , ki upravno spada pod Mestno občino Koper.